# Michael Leister
Michael Leister (* 2. August 1604 in Mittweida; † 23. Januar 1671 in Dresden) war ein kursächsischer Oberamtmann von Dresden.

## Leben und Wirken
Über die Herkunft Leisters liegen kaum Informationen vor. Er ging nach Dresden, wo er am 24. Januar 1637 Elisabeth Leister geb. Vollhardt (* 3. Dezember 1618 in Dresden; † 9. September 1678 in Dresden) heiratete. Noch im gleichen Jahr kam der gemeinsame Sohn Johann Siegmund Leister (* 8. November 1637 in Dresden; † 3. September 1696 ebenda) zur Welt, der später königlich-polnischer und kurfürstlich-sächsischer Oberamtmann von Dresden wurde.
Leister wurde 1638 zum Ratsherr in Dresden berufen und 1642 zum Schösser des Amtes Dresden ernannt. Ab 1658 war er gleichzeitig Amtmann und ab 1666 Oberamtmann. Er starb im Dienst im Januar 1671. Er wurde in einem Schwibbogengrab auf dem Frauenkirchhof beerdigt.